# اتوبوس مدرسه جادویی
سفرهای علمی یا اتوبوس مدرسه جادویی(به انگلیسی: The Magic School Bus) انیمیشنی تلویزیونی است که از روی کتابی به همین نام به نویسندگی جونا کول توسط ساتردی مورنینگ آمریکا ساخته شده‌است. بنابر مقاله ای در مجله جهانی انیمیشن به قلم آنه ماریا مودی، تهیه‌کننده اتوبوس مدرسه جاویی - دبورا فورت - چنین می‌گوید: این انیمیشن به دلیل ترکیب زیبایی که از آموزش و سرگرمی ساخته، مورد توجه قرار گرفته‌است.
براد کستینگ اند کیبل می‌گوید: این انیمیشن در میان بالاترین رده‌های پی بی اس برای کودکان دبستانی قرار داشته‌است.
ادامه این مجموعه بازگشت سفرهای علمی می‌باشد